# أوت ران 2
أوت ران 2 (بالإنجليزية: OutRun 2)‏ ، هي لعبة فيديو من نوع سباق السيارات، أنتجت شركة سيجا سنة 2003م، وتعمل لنظام جهاز آركيد وإكس بوكس، ووفرت لعبة أوت ران 2 مجموعة مبسطة من السيارات الرياضية المرخصة من شركة فيراري الإيطالية.

## وصلات خارجية
- Sega AM2's OutRun 2 arcade page
- Sega Europe's page for the Xbox port
- OutRun 2 SP